# Садовая-Спасская улица
Садо́вая-Спа́сская улица — улица в составе Садового кольца Москвы от Большой Спасской улицы до площади Красные Ворота. Расположена в Красносельском районе.

## Происхождение названия
Представляет собой часть Садового кольца; названа по Спасской слободе XVII—XVIII веков, которая, в свою очередь, получила название от Спасской церкви, стоявшей на нынешней Большой Спасской улице, там, где ныне типовое школьное здание (№15).

## Описание
Садовая-Спасская улица начинается как продолжение Большой Сухаревской площади, проходит на юго-восток, справа на неё выходит Уланский переулок, затем улица пересекает проспект Академика Сахарова, Мясницкую улицу (справа) и Орликов переулок (слева). Заканчивается на площади Красные Ворота, куда со стороны центра выходит Мясницкий проезд.

## Примечательные здания и сооружения

### По нечётной стороне
- № 1/2,  памятник архитектуры (федеральный) — дом графа И. С. Гендрикова — комплекс Спасских артиллерийских казарм (XVIII—XIX вв.; 1910, архитектор К. К. Гиппиус)[3][4][1].
  - № 1/2, стр. 1б[уточнить] — Ретирада.
  - № 1/2, стр. 1б — Солдатский корпус № 3. Ныне — управление по организации дознания Министерства внутренних дел РФ.
- № 3 — Административные здания с Домом военной книги (средний корпус) построены в 1970 году на месте снесённых конюшен Спасских казарм[5].

- № 11/1,  памятник архитектуры (региональный) — Здание Наркомзема (1928—1933, архитектор А. В. Щусев, при участии И. А. Француза и Г. К. Яковлева[3]). Ныне — Министерство сельского хозяйства Российской Федерации.
- № 17 — доходный дом Орлик (1901, архитектор И. И. Флоринский)[5][1].

- № 19, стр. 1 и 2 — доходные дома купца Ф. И. Афремова:
  - стр. 1,  памятник архитектуры (региональный) — доходный дом Ф. И. Афремова (1904—1905, архитектор О. О. Шишковский[6]). Один из первых московских «небоскрёбов» начала XX века: вплоть до появления дома дешёвых квартир Э. К. Нирнзее являлся самым высоким зданием в Москве, многие горожане боялись ездить мимо него на трамвае[7]. В доме жил архитектор Леон Даукша[8]. В 1932—1933 годах в доме работала Группа по изучению реактивного движения (ГИРД), которую возглавлял Ф. А. Цандер (установлена мемориальная доска)[5]. В последние полгода своей жизни здесь жил актёр Владислав Галкин. Здание отнесено к категории объектов культурного наследия регионального значения[9]. Также с 2008 по 2010 год в этом доме проживал актёр Михаил Башкатов, многие скетчи для шоу Даёшь Молодежь были сняты в этом доме. В настоящее время здесь размещается культурный центр «Красные Ворота».
  - стр. 2,  памятник архитектуры (региональный) — доходный дом (1910-е, архитектор Н. И. Жерихов). Здесь в 1931—1933 годах под руководством С. П. Королёва работала группа изучения реактивного движения (ГИРД)[10]
- Дом 21/1,  памятник архитектуры (региональный) — высотное здание на площади Красных Ворот (1947—1952, архитекторы А. Н. Душкин, Б. С. Мезенцев). Здесь жили актриса Наталья Гундарева [11], театральный режиссёр Л. В. Варпаховский[12], хирург С. С. Юдин[13]. В здании размещаются журнал «Транспортное строительство», детский сад № 927, издательство Трансстройиздат, Банк на Красных Воротах.
- № 25/9 — дом М. Д. Аносовой (1906, архитектор И. Г. Кондратенко)[1].

### По чётной стороне
- № 2 — особняк В. С. Казаковой (1907, архитекторы А. А. Остроградский, А. О. Гунст)[3][14].
- № 6, стр. 1 — гимназия Страхова (1912, архитектор А. Н. Зелигсон)[5], ныне относится к школе № 1284.
- № 6, стр. 2,  памятник архитектуры (федеральный) — флигель городской усадьбы С. И. Мамонтова с двухэтажной квартирой художника М. А. Врубеля[3], построенной по его проекту в 1891—1892 годах. В доме было два майоликовых камина и две печи, сделанные по эскизам Врубеля. Ныне они экспонируются в музее-заповеднике «Абрамцево»[3].
- № 8, стр. 1 — школьное здание (1936, архитектор А. Н. Душкин)[15], ныне относится к школе № 1284[16].
- № 12/23 — гостиница «Восточные номера» (1871)[1]. В начале 1880-х годов здесь жили художники И. И. Левитан и Н. П. Чехов[5].
- «Стена скорби» — мемориал, посвящённый жертвам политических репрессий. Расположен в сквере на пересечении с проспектом Академика Сахарова. Открыт в 2017 году.
- № 18, стр. 1 — доходный дом общества «Великан» (1914, архитекторы А. В. Иванов, И. В. Рыльский)[3].
- № 20 — доходный дом (1910, архитектор Н. Г. Зеленин). В здании находятся издательство «Международные отношения» и Московский государственный театр «Варьете».
- № 22/49 — жилой дом 1830—1840-х годов[5].